# Premana
Premana é uma comuna italiana da região da Lombardia, província de Lecco, com cerca de 2.254 habitantes. Estende-se por uma área de 33 km², tendo uma densidade populacional de 68 hab/km². Faz fronteira com Casargo, Delebio (SO), Gerola Alta (SO), Introbio, Pagnona, Pedesina (SO), Primaluna, Rogolo (SO).

## Demografia
| Variação demográfica do município entre 1861 e 2011                               |
|                                                                                   |
| Fonte: Istituto Nazionale di Statistica (ISTAT) - Elaboração gráfica da Wikipedia |